# デーブ・ヒルトン・ジュニア
デーブ・ヒルトン・ジュニア（Dave Hilton Jr.、1963年12月9日 - ）は、カナダのプロボクサー。オンタリオ州ポートクレジット出身。元WBC世界スーパーミドル級王者。父でトレーナーはデーブ・ヒルトン・シニア。弟は元IBF世界スーパーウェルター級王者マシュー・ヒルトン、アマチュア王者にしてミドル級とスーパーミドル級で世界ランカーになったアレク・ヒルトン、病気で若くして亡くなったスチュワート・ヒルトン。

## 来歴
1981年2月10日、ヒルトン・ジュニアはライト級のウェイトでプロデビューを果たし2回1分32秒KO勝ちを収めた。
1981年6月14日、デニス・ブリッソンと対戦し4回判定勝ちを収めた。
1982年9月21日、ボビー・グリーンと対戦し初回2分30秒KO勝ちを収めた。
1982年11月12日、ジャン・パウル・ペトリント対戦し6回1分6秒KO勝ちを収めた。
1982年12月14日、マイク・ブルントと対戦し初回2分25秒KO勝ちを収めた。
1983年1月25日、ボブ・ハーヴェイと対戦し3回33秒KO勝ちを収めた。
1983年7月29日、ブルース・ストラウスと対戦し3回KO勝ちを収めた。
1983年12月4日、モントリオールのフォーラムでカナダウェルター級王者マリオ・カスンと対戦し、3回1分33秒、負傷判定で引き分けた為、王座獲得に失敗した。
1984年3月25日、モントリオールのフォーラムでカナダウェルター級王者マリオ・カスンと対戦し、初回29秒KO勝ちを収め王座獲得に成功した。
1984年7月10日、モントリオールのフォーラムで自身の持つカナダウェルター級王座と空位のWBCアメリカ大陸ウェルター級王座を懸けデニス・シゴインと対戦し、10回1分29秒TKO勝ちを収めカナダ王座の初防衛、WBCアメリカ大陸王座の獲得に成功した。
1984年12月11日、ペート・パディラと対戦し2回2分1秒TKO勝ちを収め初防衛に成功した。
1985年1月22日、モントリオールのフォーラムでサミー・ホーンと対戦し3回終了時棄権によるTKO勝ちを収めた。
1985年6月6日、デニス・ホーンと対戦し2回2分59秒TKO勝ちを収め2度目の防衛に成功した。
1988年9月29日、ロン・アムンドセンと対戦し10回判定勝ちを収めた。
1989年3月14日、スティーブ・リトルと対戦し10回3-0(97-94、97-93、98-94)の判定勝ちを収めた。
1989年6月27日、リチャード・ガグノンと対戦し初回32秒KO勝ちを収めた。
1990年10月25日、アライン・ボンナミーと対戦し初黒星となる10回1-2(95-94、94-95、94-96)の判定負けを喫した。
1991年11月12日、アンソニー・イヴォリーと対戦し10回3-0(98-92、2者が99-91)の判定勝ちを収めた。
1992年2月11日、リッキー・トーマスと対戦し10回2-1(97-93、96-94、94-96)の判定勝ちを収めた。
1993年2月11日、フィッツジェラルド・ブルーニーと対戦し7回KO勝ちを収めた。
1996年10月22日、ハグハス・ダイグネアウトと対戦し10回1-0(2者が95-95、96-94)の引き分けに終わった。
1997年4月8日、モントリオールのモルソン・センターでアライン・ボンナミーと3度目の対戦を行い、借りを返す10回3-0(98-93,96-94、97-93)の判定勝ちを収めた。
1998年5月28日、デリック・グラハムと対戦し8回2-1の判定勝ちを収めた。
1998年10月14日、ジョー・スティーブンソンと対戦し、4回2分38秒TKO勝ちを収めた。
1998年11月27日、モルソン・センターでカナダミドル級王者ステファーヌ・ウエレットと対戦し、12回2分42秒TKO勝ちを収めた。
1999年5月28日、モルソン・センターでステファーヌ・ウエレットと6ヶ月ぶりに対戦し、3回2分48秒TKO勝ちを収め初防衛に成功した。
2000年9月8日、モルソン・センターでステファーヌ・ウエレットと3度目の対戦を行ったが、10回0-3(2者が90-99、90-100)の判定負けを喫した。
2000年12月15日、モルソン・センターでWBC世界スーパーミドル級王者ディンガン・トベラと対戦し、12回2-1(117-111、115-113、113-115)の判定勝ちを収め王座獲得に成功した。
その後ヒルトン・ジュニアは児童性的虐待を行ったため逮捕され、2001年5月WBCはヒルトン・ジュニアの状況を重く見てWBC世界スーパーミドル級王座を剥奪した。
2006年に刑期を終え釈放されたヒルトン・ジュニアは2007年5月1日、アダム・グリーンと復帰戦を行い10回3-0(2者が98-91、97-92)の判定勝ちを収めた試合を最後に現役を引退した。

## 獲得タイトル
- カナダウェルター級王座
- WBCアメリカ大陸ウェルター級王座
- カナダミドル級王座
- 第12代WBC世界スーパーミドル級王座（防衛0=剥奪）